# Qianzi Dang
Qianzi Dang (kinesiska: 钱资荡) är en sjö i Kina. Den ligger i provinsen Jiangsu, i den östra delen av landet, omkring 83 kilometer sydost om provinshuvudstaden Nanjing. Arean är 4,9 kvadratkilometer. Trakten runt Qianzi Dang består till största delen av jordbruksmark. Den sträcker sig 1,9 kilometer i nord-sydlig riktning, och 5,6 kilometer i öst-västlig riktning.
Genomsnittlig årsnederbörd är 1 525 millimeter. Den regnigaste månaden är juli, med i genomsnitt 289 mm nederbörd, och den torraste är januari, med 43 mm nederbörd.